# Steven Levy

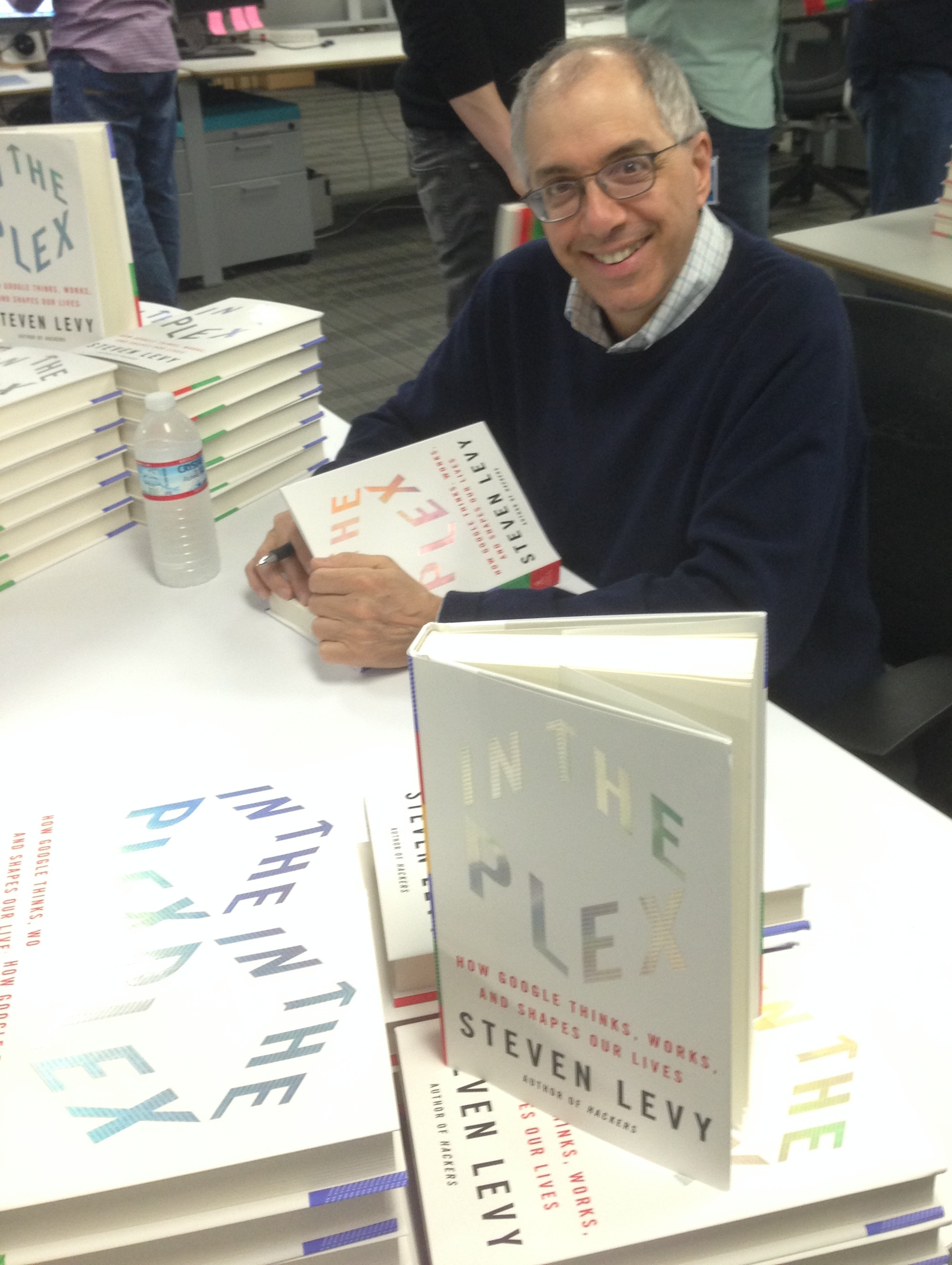
Steven Levy autografiando algunos libros en las oficinas de Nest Labs, en Palo Alto, California (Estados Unidos), febrero de 2014.

Steven Levy (nacido en 1951) es un periodista estadounidense que ha escrito varios libros sobre informática, tecnología, criptografía, internet, seguridad informática, y privacidad.
Ha publicado artículos en la revista Rolling Stone y colabora regularmente en la revista Newsweek. Es autor, entre otros libros, de Hackers (1984) y de Insanely Great: The Life and Times of Macintosh, the Computer That Changed Everything (1994).

## Hackers
En su libro Hackers: Heroes of the Computer Revolution, Steven Levy relata la emergencia y la multiplicación de los hackers en Estados Unidos, desde el primer ordenador puesto a la disposición de los estudiantes del Massachusetts Institute of Technology en 1959, un IBM 704, hasta la aparición de los primeros ordenadores personales, entre ellos el primer Apple en 1976. Levy define por primera vez el concepto de « ética hacker » y la codifica.

## Insanely Great: The Life and Times of Macintosh, the Computer That Changed Everything
El autor relata como la industria de la computación evolucionó y se transformó hasta llegar a lo que es en la actualidad. En este libro Steven Levy utiliza por primera vez el término La Madre de Todas las Demos al hablar sobre Douglas Engelbart.

## Ética hacker
La « ética hacker » ha sido codificada por Steven Levy según los siguientes principios :
- El acceso a las computadoras debe ser ilimitado y total.
- Toda información es libre por naturaleza.
- Ser antiautoritario.
- Los hackers pueden juzgarse por sus proezas, no por otras jerarquías sociales (lo cual permitió que un niño prodigio de diez años se uniese al grupo).
- Arte y belleza pueden ser creados por un ordenador.
- Los ordenadores pueden cambiar y mejorar la vida.

### En inglés
- In The Plex: How Google Thinks, Works, and Shapes Our Lives (2011)
- The Perfect Thing: How the iPod Shuffles Commerce, Culture, and Coolness (2006)
- Crypto: How the Code Rebels Beat the Government Saving Privacy in the Digital Age (2001)
- Insanely Great: The Life and Times of Macintosh, the Computer That Changed Everything (1994)
- Artificial Life: The Quest for a New Creation (1992)
- The Unicorn's Secret: Murder in the Age of Aquarius (1988)
- Hackers: Heroes of the Computer Revolution (1984)